# Condor Crux
Cóndor Crux (o Condor Crux), también conocida como Cóndor Crux, la leyenda es una película animada de Ciencia ficción y Aventuras, coproducción de Argentina y España dirigida por Juan Pablo Buscarini, Swan Glecer y Pablo Holcer sobre el guion de Omar Quiroga adaptado por Miguel Krebs, que se estrenó el 6 de enero de 2000. El filme mezcla animación en 2D con 3D, en su banda de sonido participaron también varios músicos conocidos y apunta a un público adolescente (9 a 15 años). Fue la primera película de animación digital que se realizó en la Argentina y la dirección de animación estuvo a cargo de Swan Glecer.

## Sinopsis
En el año 2068, un malvado tirano que gobierna el Cono Sur del continente americano encomienda a Juan Crux matar a su padre, un viejo científico rebelde que combate al malvado y sus secuaces.

## Voces
- Damián De Santo ... Juan "Cóndor" Crux
- Arturo Maly ... Phizar
- Leticia Brédice ... Zonia
- Pepe Soriano ... Dr. Crux
- Favio Posca ... Sigmund
- Aldo Barbero ... Amauta

## Banda sonora
1. Voy a ser tu cruz - Caballeros de la Quema
2. Llegando a la montaña - Vicentico
3. El cruce - Marcelo Delgado
4. Raíz Condor Crux - Gustavo Cerati
5. Atravesando el aire - Attaque 77
6. Voy a buscarte - Iván Noble
7. Cóndor - Vicentico
8. Blues de Bs. As. - David Lebón
9. Apertura - Diego Grimblat
10. Son enemigos - Diego Grimblat
11. Naves eran las de antes - Diego Grimblat
12. Selva Amazónica - Diego Grimblat

## Producción
El filme se realizó en los estudios de Patagonik Film Group, en el barrio de Palermo, con escenarios en 3D, mientras que los personajes fueron animados de forma tradicional en celuloides, la mezcla de ambos formatos fue algo relativamente innovador para las películas de la región. La posproducción de la película se hizo íntegramente por computadora y contó con el trabajo de 120 personas. Se comenzó la producción del filme el 15 de enero de 1999 y finalizó el 10 de octubre de ese año.
Juan Pablo Buscarini explicó: 

"Estamos tratando de hacer un mix equilibrando lo mejor de dos mundos: una nueva estética con la aplicación de 3D y a su vez adecuándonos a los costos de la realidad local. Si tengo que hacer una nave volando la hago con computadora, pero si tengo que hacer un personaje animado lo hago tradicionalmente".
"Queríamos combinar lo mejor de dos mundos, pero en ningún momento nos propusimos hacer la primera película de animación digital argentina. Dijimos: Vamos a hacer una película que visualmente esté inspirada en la estética del comic , que use intensivamente el 3D, pero no sobre los personajes principales; no creemos estar maduros para hacer un Toy Story . Y si nos quedáramos a la mitad en una película toda de animación, saldría algo muy feo."

Para construir los ambientes tridimensionales se usaron computadoras Pentium II de doble procesador a 400 MHz, entre 256 y 384 MB de RAM, aceleradoras 3D RIVA TNT más un servidor con discos rígidos de 9 y 18 GB. El software Lightwave se usó para crear la América del Sur del 2068. Para pintar los cuadros que enviaban los dibujantes utilizaron estaciones de trabajo de Silicon Graphics corriendo Toonz.
Una vez que estaban listos los escenarios tridimensionales y se había digitalizado las animaciones hechas a mano de los personajes, se pasaba la información a otros equipos SGI, el Illusion y el Flame (este último, con un valor aproximado de 300.000 pesos), que hacen la interpretación de las imágenes y permiten ver una secuencia en la pantalla antes de que se la transfiera a celuloide (que en este caso se hizo en los estudios londinenses Cinesite). 
La realización de la película fue coproducida con Tornasol Films (España) y tuvo el apoyo del Instituto Nacional de Cine y Artes Visuales.

## Marketing
Para la campaña de esta, además del lanzamiento de su sitio web (condorcrux.com.ar), el canal extinto Magic Kids auspició la película a través de notas en el segmento Nivel X, entrevistando a Campanella y hablando de la producción de la película, sin embargo, fracasó en taquilla teniendo solo un total de 56.958 espectadores.

## Comentarios
Clarín dijo:

« ...su historia y sus personajes van más allá de la aventura infantil, del caballito valiente o el nenito travieso...no es un dibujo animado para chicos...Está creado para un público adolescente y pensado en una explotación latinoamericana…La película tiene un comienzo promisorio, en el que aparece Darwin, ciudad futurista techada con un Obelisco en medio, en una visión nocturna mientras la policía busca un foco rebelde entre los edificios…Pero a poco de desandar la trama, la atención quedará prácticamente circunscrita a la animación 3D o a la banda de sonido de la película. Los personajes…se mueven en un mundo en el que gracias al software los paisajes y los fondos parecen reales. Y hay un desfase en Cóndor Crux que altera la visión. Los seres humanos se mueven o muy rápido o en ralenti, por lo que la mayoría de las veces no se los ve de cuerpo entero. Los desplazamientos de sus cuerpos contrastan con la belleza y la armonía de los fondos o los movimientos de las naves espaciales. Si la animación en 3D es asombrosa, los dibujos que aparecen en primer plano marcan un contraste notorio, y a veces molesto. Así, la composición total de la imagen, en vez de ganar verosimilitud, la pierde.»

Horacio Bernades en Página 12 escribió:

«.Mucho diseño de producción, muchas computadoras, fondos 3D y efectos digitales. Pero a la hora de construir un guion que sea algo más que una simple sinopsis, personajes que trasciendan la figurita, una historia con peso y volumen propios, todo sigue resultando absolutamente subdesarrollado.»

Adolfo C. Martínez en La Nación opinó:

«…posee –y esta es una de sus mayores virtudes –un clima auténticamente nuestro que se apoya en personajes y situaciones muy cercanos a la gente que tratamos y a las calles que recorremos.»

Manrupe y Portela escriben:

«Fría aproximación a la ciencia ficción dibujada en un momento particularmente activo para el cine de animación.»

## Home Video
La película fue editada por AVH en VHS en mayo del 2000 y posteriormente en DVD un año después. El DVD incluye los tráileres, TV Spots de la película, Making of y Notas de producción.

## Premios y nominaciones
Asociación de Cronistas Cinematográficos de la Argentina
Premios Cóndor 2001
- Ganadora del Premio a la Mejor Película de Animación.

Fantasporto 2001
- Candidata al Premio a la Mejor Película